# Морозов Анатолій Дмитрович
Анатолій Дмитрович Морозов (25 вересня 1947) — радянський футболіст, який грав на позиції захисника. Відомий за виступами у низці українських клубів другої ліги, найбільш відомий за виступами у складі сімферопольської «Таврії», у складі якої був чемпіоном УРСР 1973 року.

## Клубна кар'єра
Анатолій Морозов розпочав виступи на футбольних полях у команді класу «Б» «Спартак» із Сум, у складі якої грав до кінця 1971 року, коли команда вже грала у новоствореній другій лізі. У 1972 році став гравцем іншої команди другої ліги «Таврія» з Сімферополя, з якою цього року став бронзовим призером першості УРСР, яка розігрувалась серед команд другої ліги. Наступного року у складі «Таврії» Морозов став чемпіоном УРСР, після чого команда здобула путівку до першої ліги. У 1974 році грав у складі «Таврії» вже в першій лізі, щоправда вже не був гравцем основного складу, в цьому році став також володарем Кубка УРСР серед команд першої та другої ліг. У 1975 році Анатолій Морозов грав у складі севастопольської команди другої ліги «Хвиля». У 1976 році грав у складі аматорського клубу «Титан» з Армянська, після чого завершив виступи на футбольних полях.

## Досягнення
- Переможець Чемпіонату УРСР з футболу 1973, що проводився у рамках турніру в першій зоні другої ліги СРСР.
- Бронзовий призер чемпіонату УРСР з футболу 1972.
- Володар Кубку УРСР: 1974.